# Закутница
Закутница је насељено место у Босни и Херцеговини у Општини Илијаш које административно припада Федерацији Босне и Херцеговине. Према попису становништва из 1991. у насељу је живело 10 становника.

## Становништво
По последњем службеном попису становништва из 1991. године, у насељу Закутница је живело 10 становника. Сви становници су били Срби.